# Edward Hogg
Pour les articles homonymes, voir Hogg.
Edward Hogg est un acteur britannique né le 26 janvier 1979 à Doncaster. Il est surtout connu pour avoir personnifié des personnages historiques, notamment dans Anonymous et Mary's Ride.

## Filmographie

### Cinéma

#### Longs métrages
- 2002 : Nicholas Nickleby, de Douglas McGrath : M. Bray jeune
- 2004 : Irrésistible Alfie (Alfie), de Charles Shyer : Bright Young Thing
- 2005 : Brothers of the Head, de Keith Fulton et Louis Pepe : Chris Dervish
- 2009 : White Lightnin', de Dominic Murphy : Jesco White
- 2009 : Bunny and the Bull, de Paul King : Stephen Turnbull
- 2010 : Ollie Kepler’s Expanding Purple World, de Viv Fongenie : Ollie Kepler
- 2010 : Isle of Dogs, de Tammi Sutton : Riley
- 2011 : Anonymous, de Roland Emmerich : Robert Cecil
- 2013 : Mary Queen of Scots, de Thomas Imbach : James Stuart
- 2012 : The Comedian, de Tom Shkolnik : Ed
- 2012 : Imagine, d'Andrzej Jakimowski : Ian
- 2014 : The Program, de Stephen Frears : Frankie Andreu
- 2015 : Jupiter Ascending de Lana et Andy Wachowski : Chicanery Night
- 2015 : Kill Your Friends d'Owen Harris : DC Alan Woodham
- 2016 : Road Games d'Abner Pastoll : caméo
- 2016 : Adult Life Skills de Rachel Tunnard : Billy
- 2018 : Scarborough de Barnaby Southcombe : Aiden
- 2019 : A Good Woman (A Good Woman Is Hard to Find) d'Abner Pastoll : Leo Miller
- 2025 : The Actor de Duke Johnson : Make Up Artist

#### Courts métrages
- 2006 : Song of Songs, de Josh Appignanesi : Luke
- 2011 : Me or the Dog, d'Abner Pastoll : Tom

### Télévision

#### Séries télévisées
- 2002 : Celeb : Michael Jackson
- 2002 : Heartbeat : Danny
- 2007 : Doctors : Toby Parker
- 2010 : Affaires non classées (Silent Witness) : Howard Day
- 2010 : Misfits (saison 2, épisode 7) : Elliot
- 2012 : Dead Boss : Henry
- 2012 : Indian Summers : Eugene Mathers
- 2015 : Jonathan Strange et Mr Norrell (Jonathan Strange & Mr Norrell) : Segundus
- 2016 : Beowulf : Retour dans les Shieldlands (Beowulf: Return to the Shieldlands) : Varr
- 2017 : Taboo : Michael « Godders » Godfrey
- 2017 : Les Filles de joie (Harlots) : Thomas Haxby
- 2020 : Pennyworth : Colonel John Salt
- 2021 : Les Irréguliers de Baker Street (The Irregulars) : Daimler

#### Documentaires
- 2004 : The Bermuda Triangle: Beneath the Waves : Lt Charles Taylor

## Distinctions
- 2010 : Shooting Stars Award à la Berlinale.